# Cobaea aequatoriensis
Cobaea aequatoriensis är en blågullsväxtart som beskrevs av Asplund. Cobaea aequatoriensis ingår i släktet Cobaea, och familjen blågullsväxter. Inga underarter finns listade i Catalogue of Life.